# Экман, Эрик Леонард
Эрик Леонард Экман (швед. Erik Leonard Ekman, 14 октября 1883 — 15 января 1931) — шведский ботаник.

## Биография
Эрик Леонард Экман родился в Стокгольме 14 октября 1883 года.
Он внёс значительный вклад в ботанику, описав множество видов растений.
Эрик Леонард Экман умер в городе Сантьяго-де-лос-Трейнта-Кабальерос 15 января 1931 года.

## Научная деятельность
Эрик Леонард Экман специализировался на папоротниковидных и на семенных растениях.

## Почести
В его честь были названы следующие роды растений: Ekmania Gleason, Ekmaniopappus Borhidi, Elekmania B.Nord., Ekmaniocharis Urb., Myrtekmania Urb. и Ekmanochloa Hitchc.